# پاکو خمز
فرانسیسکو «پاکو» خمز مارتین (به اسپانیایی: Francisco Jémez Martín؛ زادهٔ ۱۸ آوریل ۱۹۷۰) مربی و بازیکن سابق فوتبال اهل اسپانیا است .
او در طی ۱۱ فصل، ۲۶۹ بازی لالیگا را به نمایندگی از سه تیم، عمدتاً دپورتیوو لا کرونیا و رئال ساراگوسا انجام داد. او در یورو ۲۰۰۰ برای تیم ملی فوتبال اسپانیا در رده ملی ظاهر شد.و اکنون سرمربی تیم ایبیزا اسپانیا در لیگ دسته سوم اسپانیا است
خمز در سال ۲۰۰۷ وارد عرصه مربیگری شد و با چندین باشگاه همکاری کرد.
خمز سابقه هدایت باشگاه تراکتور تبریز را در کارنامه خود دارد.لا

## حرفه بازی

### باشگاه
خمز در لاس پالماس، جزایر قناری به دنیا آمد. او در طول دوران حرفه‌ای خود برای کوردوبا، رئال مورسیا، رایو وایکانو (برای اولین بار در لالیگا حضور پیدا کرد و تمام ۳۸ بازی فصل را انجام داد)، دپورتیوو  لاکرونیا (در مجموع ۱۲ بازی در دو فصل اول حضور داشت زیرا باشگاه دو فصل متوالی مقام‌های نایب قهرمانی به دست آورد که پس از آن بیشتر مورد استفاده قرار گرفت) و رئال ساراگوسا، که او در فتح کوپا دل ری در سال ۲۰۰۱ کمک کرد. از ژانویه تا ژوئن ۲۰۰۴ او به رایو وایکانو بازگشت.
وی اندکی بعد در سن ۳۵ سالگی بازنشسته و از فوتبال خداحافظی کرد.

### بین‌المللی
در طول تقریباً سه سال، خمز ۲۱ بار برای اسپانیا بازی کرد. اولین بازی او در ۲۳ سپتامبر ۱۹۹۸ در یک بازی دوستانه مقابل روسیه در گرانادا بود او در یورو ۲۰۰۰ یوفا شرکت کرد و در سه مسابقه در یک چهارم نهایی خروجی نهایی شرکت کرد.

## حرفه مربیگری

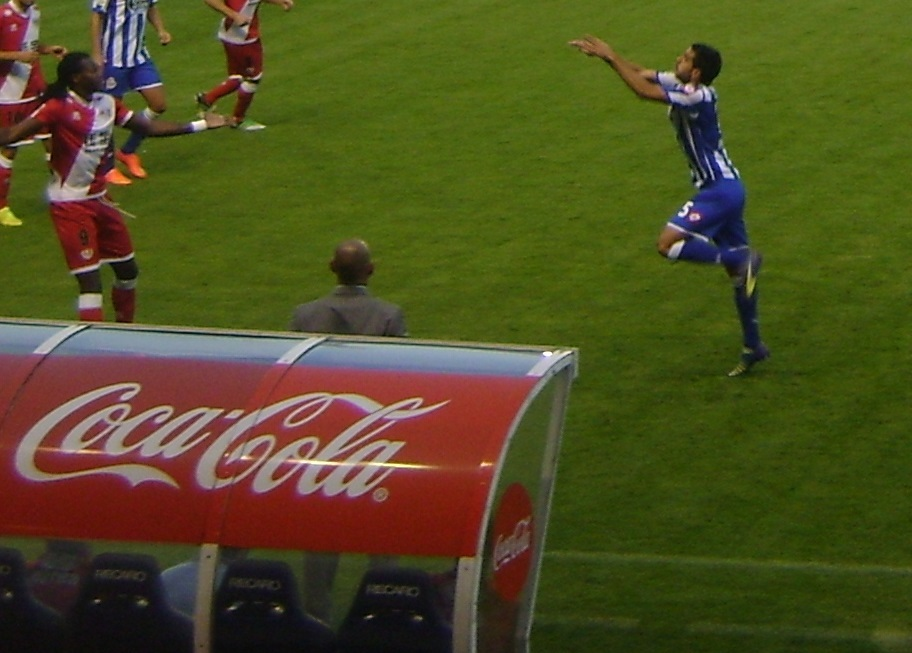
پاکو خمز

### اسپانیا
خمز در سال ۲۰۰۷ مربیگری را با دپورتیوا آلکالا آغاز کرد. او در تیم جدیدش همراه با کوردوبا به دسته دوم رفت، که با ۱۱ مسابقه باقی مانده اخراج شد.
در اوایل سال ۲۰۰۹، خمز با کارتاخنا قرارداد امضا کرد و در ماه ژوئیه با توافق دوجانبه قرارداد خود را فسخ کرد.
در ۱۲ آوریل ۲۰۱۰، پس از اخراج سرجیه کریشیچ، خمز به عنوان مربی لاس پالماس منصوب شد. او تیم زادگاهش را که در منطقه سقوط در جایگاه هفدهم بود هدایت کرد، که در نهایت ۲۷ فوریه ۲۰۱۱ اخراج شد.
پس از بردن کوردوبا به دور اول در پلی آف لیگ دسته دوم، خمز در ۲۲ ژوئن ۲۰۱۲ در باشگاه سابق خود به مربیگری رایو وایکانو منصوب شد. او پس از هدایت رایو وایکانو، تیم را به رتبه ۸ در لالیگا که بهترین رتبه آنها در تاریخ باشگاه بود رساند، او پس از پایان فصل قرارداد خود را تا ژوئن ۲۰۱۵ تمدید کرد.
در ۲۶ می ۲۰۱۶، پس از سقوط رایو وایکانو به دسته اول، خمز نتوانست در شرایط بحرانی این تیم را به موفقیتی برساند.
او در ۲۰ ژوئن به عنوان سرمربی گرانادا منصوب شد. با این حال، در ۲۸ سپتامبر، او پس از تنها ۶ بازی، بدون پیروزی، بدترین شروع یک فصل در بیش از ۷۰ سال گذشته، اخراج شد.

### مکزیک
در ۲۸ نوامبر ۲۰۱۶، خمز به عنوان سرمربی کروز آزول در لیگا MX انتخاب شد. او تیم را به اولین حضور در پلی آف در سه سال گذشته هدایت کرد. او ۲۷ نوامبر بعد تصمیم گرفت قراردادش را تمدید نکند و آنجا را ترک کرد.

### بازگشت به اسپانیا
خمز در ۲۱ دسامبر ۲۰۱۷ به اسپانیا بازگشت و سومین مربی فصل لاس پالماس شد. او در اواخر مارس ۲۰۱۹ مجدداً به رایو وایکانو پیوست و جایگزین میشل شد که دو روز قبل پس از باخت در هفت بازی متوالی لیگ اخراج شده بود، که باعث شد تیم در خطر سقوط به لیگ دسته یک قرار گیرد و با قرارداد تا ژوئن ۲۰۲۰ موافقت کرد.
در ۲۶ دسامبر ۲۰۲۱، پس از بیش از یک سال عدم فعالیت، خمز تا پایان فصل هدایت تیم تازه‌وارد دسته دوم ایبیزا را بر عهده گرفت. او که تیمش در منطقه سقوط قرار داشت موفق شد از سقوط فاصله بگیرد، اما در نهایت به دلیل پایان قراردادش در ۳۱ مه، آنجا را ترک کرد.

### ایران
در دسامبر ۲۰۲۲، خمز به خارج از کشور بازگشت و به مربیگری تراکتور در لیگ برتر خلیج فارس منصوب و جایگزین قربان بردیف شد. با تراکتور در آخر فصل به رتبه ی چهارم رسید. 

## آمار مربیگری
تا تاریخ ۱۵ آوریل ۲۰۲۳
|                 |         |                |                 | آمار     | آمار     | آمار     | آمار     | آمار     | آمار     | آمار     | آمار     | آمار     |
| بازی            | برد     | مساوی          | باخت            | درصد برد | درصد برد | درصد برد | درصد برد | درصد برد | درصد برد | درصد برد | درصد برد | درصد برد |
| بازی            | برد     | مساوی          | باخت            | تیم      | کشور     | از       | تا       | گل زده   | گل خورده | تفاضل گل | درصد برد |          |
| --------------- | ------- | -------------- | --------------- | -------- | -------- | -------- | -------- | -------- | -------- | -------- | -------- | -------- |
| دپورتیوا آلکالا | اسپانیا | ۲۵ مارس ۲۰۰۷   | ۲۸ ژوئن ۲۰۰۷    | ۱۲       | ۵        | ۴        | ۳        | ۲۱       | ۱۱       | ۱۰+      | ۰۴۲      | [ ۲۶ ]   |
| کوردوبا         | اسپانیا | ۲۸ ژوئن ۲۰۰۷   | ۳۱ مارس ۲۰۰۸    | ۳۲       | ۷        | ۱۵       | ۱۰       | ۴۰       | ۴۶       | ۶−       | ۰۲۲      | [ ۲۷ ]   |
| کارتاخنا        | اسپانیا | ۳ فوریه ۲۰۰۹   | ۱ جولای ۲۰۰۹    | ۱۹       | ۹        | ۷        | ۳        | ۳۳       | ۱۶       | ۱۷+      | ۰۴۷      | [ ۲۸ ]   |
| لاس پالماس      | اسپانیا | ۱۲ آوریل ۲۰۱۰  | ۲۷ فوریه ۲۰۱۱   | ۳۷       | ۹        | ۱۳       | ۱۵       | ۵۲       | ۶۹       | ۱۷−      | ۰۲۴      | [ ۲۹ ]   |
| کوردوبا         | اسپانیا | ۸ ژوئن ۲۰۱۱    | ۱۳ ژوئن ۲۰۱۲    | ۵۰       | ۲۳       | ۱۳       | ۱۴       | ۶۰       | ۵۴       | ۶+       | ۰۴۶      | [ ۳۰ ]   |
| رایو وایکانو    | اسپانیا | ۲۲ ژوئن ۲۰۱۲   | ۲۶ می ۲۰۱۶      | ۱۶۴      | ۵۵       | ۲۹       | ۸۰       | ۲۰۶      | ۳۰۳      | ۹۷−      | ۰۳۴      | [ ۳۱ ]   |
| گرانادا         | اسپانیا | ۲۰ ژوئن ۲۰۱۶   | ۲۸ سپتامبر ۲۰۱۶ | ۶        | ۰        | ۲        | ۴        | ۷        | ۱۵       | ۸−       | ۰۰۰٫۰۰   | [ ۳۲ ]   |
| کروز آزول       | مکزیک   | ۲۸ نوامبر ۲۰۱۶ | ۲۷ نوامبر ۲۰۱۷  | ۴۸       | ۱۷       | ۱۸       | ۱۳       | ۵۶       | ۵۲       | ۴+       | ۰۳۵      | [ ۳۳ ]   |
| لاس پالماس      | اسپانیا | ۲۱ دسامبر ۲۰۱۷ | ۲۵ می ۲۰۱۸      | ۲۳       | ۲        | ۶        | ۱۵       | ۱۲       | ۴۱       | ۲۹−      | ۰۰۹      | [ ۳۴ ]   |
| رایو وایکانو    | اسپانیا | ۲۰ مارس ۲۰۱۹   | ۳۱ جولای ۲۰۲۰   | ۵۶       | ۱۷       | ۲۵       | ۱۴       | ۷۶       | ۷۳       | ۳+       | ۰۳۰      | [ ۳۵ ]   |
| ایبیزا          | اسپانیا | ۲۶ دسامبر ۲۰۲۱ | ۳۱ می ۲۰۲۲      | ۲۱       | ۷        | ۶        | ۸        | ۳۴       | ۳۶       | ۲−       | ۰۳۳      | [ ۳۶ ]   |
| تراکتور         | ایران   | ۶ دسامبر ۲۰۲۲  | ۱۵ آوریل ۲۰۲۴   | ۴۴       | ۲۳       | ۸        | ۱۳       | ۶۲       | ۴۵       | ۱۷+      | ۰۵۲      | [ ۳۷ ]   |
| مجموع           | مجموع   | مجموع          | مجموع           | ۵۱۲      | ۱۷۴      | ۱۴۶      | ۱۹۲      | ۶۵۵      | ۷۶۱      | ۱۰۶−     | ۰۳۴      |          |

## افتخارات

### به عنوان بازیکن
دپورتیوو لا کرونیا
- سوپر جام فوتبال اسپانیا: ۱۹۹۵

رئال ساراگوسا
- کوپا دل ری: ۰۱–۲۰۰۰

### به عنوان مربی
کارتاخنا
- سگوندا دیویسیون بی: ۰۹–۲۰۰۸